# 安芸高田警察署

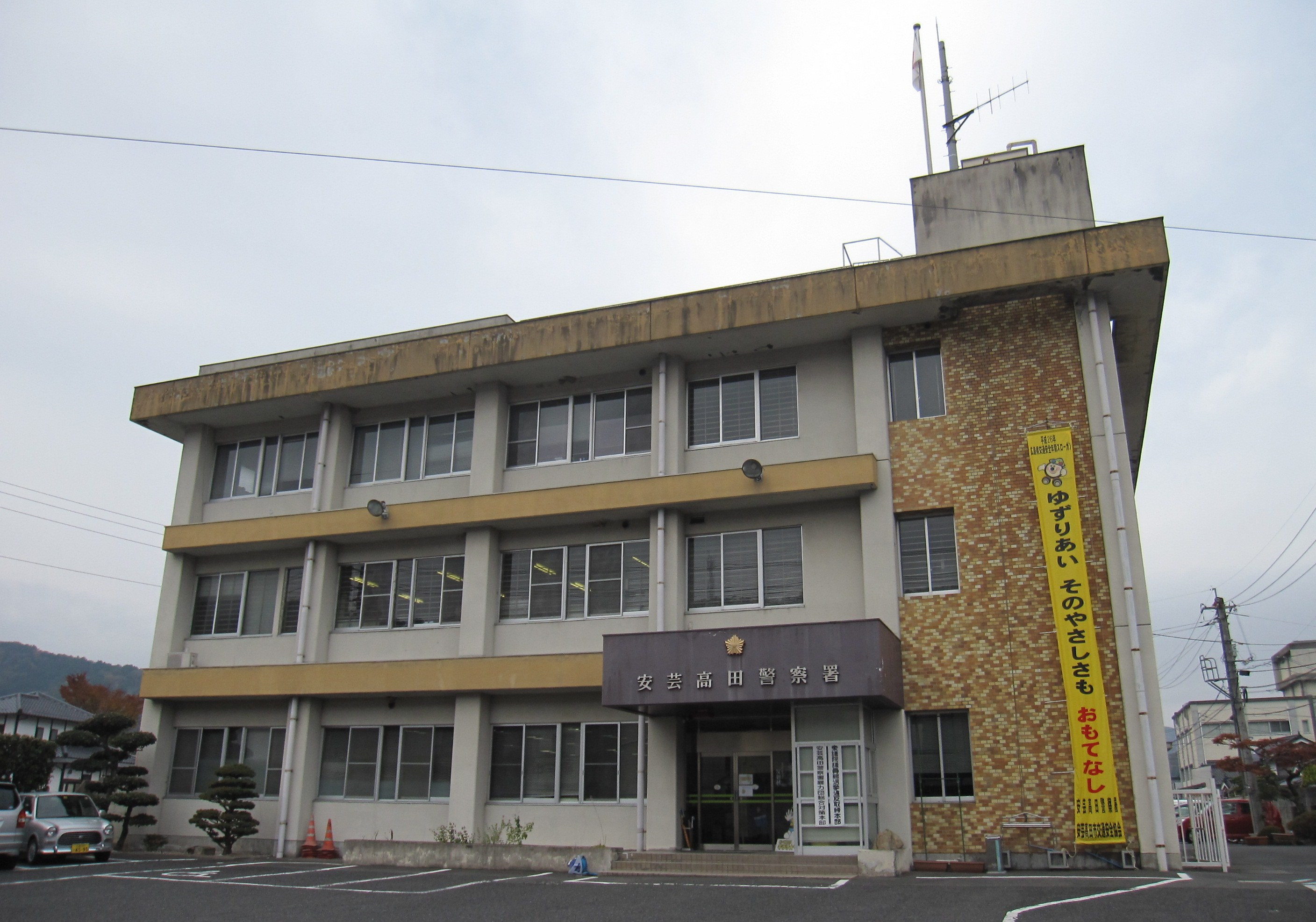
安芸高田警察署

安芸高田警察署（あきたかたけいさつしょ）は、広島県警察が管轄する警察署の一つである。

## 所在地
- 〒731-0501　広島県安芸高田市吉田町吉田1204番地2

## 管轄区域
- 広島県安芸高田市

## 沿革
- 1874年5月 高田郡吉田村に羅卒出張所として設置される。
- 1876年4月 第二区吉田警察出張所に改称。
- 1886年11月 吉田警察署に改称。
- 1948年3月 高田地区警察署に改称。
- 1954年7月 吉田警察署に改称。
- 1981年4月 広島市安佐北区（白木地区）を可部警察署（現在の安佐北警察署）へ移管。
- 2007年4月1日 安芸高田警察署に改称。
- 2024年1月25日 向原駐在所が新築移転し開所式を開催[1]。

## 警察署直轄区域
- 安芸高田市のうち吉田町相合、吉田町小山、吉田町国司、吉田町常楽寺、吉田町竹原、吉田町多治比、吉田町中馬（河内）、吉田町常友、吉田町西浦、吉田町福原、吉田町山部、吉田町吉田

## 駐在所
（）の中は所在地。
- 可愛駐在所（安芸高田市吉田町川本）
  - 安芸高田市のうち吉田町桂、吉田町上入江、吉田町川本、吉田町下入江、吉田町高野、吉田町中馬（河内を除く）、吉田町長屋、吉田町山手
- 勝田駐在所（安芸高田市八千代町勝田）
  - 安芸高田市のうち八千代町勝田、八千代町佐々井、八千代町土師
- 上根駐在所（安芸高田市八千代町上根）
  - 安芸高田市のうち八千代町上根、八千代町下根、八千代町向山
- 川根駐在所（安芸高田市高宮町川根）
  - 安芸高田市のうち高宮町川根、高宮町佐々部（一部）、高宮町船木（一部）
- 佐々部駐在所（安芸高田市高宮町佐々部）
  - 安芸高田市のうち高宮町佐々部（一部）、高宮町羽佐竹（一部）、高宮町船木（一部）、高宮町房後
- 原田駐在所（安芸高田市高宮町原田）
  - 安芸高田市のうち高宮町来女木、高宮町羽佐竹（一部）、高宮町原田
- 北駐在所（安芸高田市美土里町北）
  - 安芸高田市のうち美土里町生田、美土里町北、美土里町桑田
- 横田駐在所（安芸高田市美土里町横田）
  - 安芸高田市のうち美土里町本郷、美土里町横田
- 向原駐在所（安芸高田市向原町坂）
  - 安芸高田市のうち向原町有留、向原町坂、向原町戸島、向原町長田、向原町保垣
- 甲立駐在所（安芸高田市甲田町上甲立）
  - 安芸高田市のうち甲田町浅塚、甲田町上甲立、甲田町下小原（市ヶ原、市ヶ原上、篠原、高屋）、甲田町下甲立、甲田町糘地、甲田町深瀬
- 高田原駐在所（安芸高田市甲田町高田原）
  - 安芸高田市のうち甲田町上小原、甲田町下小原（市ヶ原、市ヶ原上、篠原、高屋を除く）、甲田町高田原